# Beiditempel van Hung Hom
Beiditempel van Hung Hom is een daoïstische tempel in Hung Hom, Kowloon, Hongkong. De tempel is door de Hongkongse overheid bestempeld als historisch gebouw van derde graad. Het wordt beheerd door de Chinese Temple Committee.
De tempel is gewijd aan Pak Tai/Beidi. Verder zijn er religieuze beelden te vinden van: Guanyin, Huaguang, Sakyamuni Boeddha, Taisui, Menguan, Hushen en Caimianxingjun.

## Geschiedenis
De oorspronkelijke tempel werd gebouwd op de heuvel Hok Yuen Shan in Ma Tau Waistraat in 1876. In 1921 werd de straat vernieuwd. Het beeld van de tempel werd in een tijdelijk tempelgebouw geplaatst aan de Tam Kungstraat. De bewoners van de straat waren zeer blij met de tijdelijke tempel en vroeger het bestuur om de tempel daar te laten. Hierdoor werd in 1929 de tempel officieel geopend op de plaats waar hij nu staat. Voor het tempelgebouw staat een klein schrijn van Tudigong.
In de tempel hangt een bronzen klok uit 1893.